# الیزاوتا بویارسکایا
الیزاوتا بویارسکایا (روسی: Елизаве́та Миха́йловна Боя́рская؛ زادهٔ ۲۰ دسامبر ۱۹۸۵) یک هنرپیشه اهل روسیه است.
از فیلم‌ها یا برنامه‌های تلویزیونی که وی در آن نقش داشته است می‌توان به سقوط و شرلوک هولمز اشاره کرد.